# Daniele Luchetti
Daniele Luchetti (Roma, 26 luglio 1960) è un regista, sceneggiatore e attore cinematografico italiano.

## Biografia
Nato in una famiglia di artisti, poiché figlio di uno scrittore e nipote di un pittore, nel 1979 ha conseguito la maturità al liceo classico Giulio Cesare di Roma, percorso che ha dichiarato di averlo aiutato "nell'apprendere i diversi punti di vista descrittivi e narrativi" e "ad imparare a scrivere davvero" per divenire uno sceneggiatore; in seguito al diploma ha studiato, all'Università degli Studi di Roma "Tor Vergata", Lettere e Storia dell'Arte.
Successivamente alla laurea, ha cambiato ambito e ha iniziato a frequentare la scuola di cinema Gaumont, dove ha partecipato alla realizzazione del film collettivo Juke Box (1983).

### Carriera

Autografo del regista

Comincia la sua carriera professionale nel cinema come assistente alla regia in molte produzioni minori, straniere o per la televisione. Alla metà degli anni ottanta frequenta la Scuola di cinema Gaumont creata da Renzo Rossellini, durante la quale gira il cortometraggio Nei dintorni di mezzanotte, contenuto nel film Juke box che raccoglie i corti girati dagli allievi del corso. Nel frequentare la scuola di regia conosce Nanni Moretti, e diventa suo assistente nel film Bianca, in cui ha una piccola parte (interpreta il ragazzo che porta a spasso il suo bobtail a Villa Borghese), e quindi aiuto regista ne La messa è finita.
La casa di produzione cinematografica Sacher Film, fondata dallo stesso Moretti, ha poi prodotto il suo primo film Domani accadrà, nel 1988, col quale Luchetti vince il David di Donatello per il miglior regista esordiente, e partecipa fuori concorso al Festival di Cannes dove riceve una menzione Caméra d'or. Il film viene presentato a molti festival fra cui quello di Montréal, di Bruxelles, di Rio de Janeiro, di Tokyo, di New York e molti altri.
Il film Il portaborse, nel 1991, in un certo qual modo anticipa il processo di cambiamento politico che passerà alla storia come Mani pulite: il film infatti critica apertamente alcuni meccanismi perversi della politica; è totalmente frutto di fantasia ma, ancor prima della sua uscita nelle sale, alcuni politici hanno riferito alla stampa di sentirsi offesi dal film avendo riconosciuto in questo alcuni comportamenti propri o di loro colleghi di partito. Questa gaffe ha dato la scintilla al successo del film: Il portaborse, infatti ha partecipato in concorso al Festival di Cannes, e in Italia ha vinto il David di Donatello per migliore sceneggiatura, miglior produttore, migliore interprete e migliore attrice non protagonista; inoltre vince il Ciak d'oro come miglior film e migliore sceneggiatura.
Nel 1992 cura la regia teatrale dello spettacolo Sottobanco, tratto dai racconti dello scrittore e professore di liceo Domenico Starnone, interpretato, fra gli altri, da Silvio Orlando e Angela Finocchiaro. Lo spettacolo ha girato tutta Italia ed ha poi dato vita, nel 1995, al film La scuola, sul tema della scuola italiana e i sogni e nonostante tutto la speranza, di studenti e insegnanti, all'interno di essa.
Luchetti ha anche girato diversi documentari: uno di questi, dal titolo 12 Pomeriggi, uscito nel 2000, illustrava il panorama artistico italiano attraverso interviste e scene, ideate insieme ad alcuni giovani artisti che presentavano le loro opere e idee. Gli artisti rappresentati nel documentario sono Felice Levini, Andrea Fogli, H.H. Lim, Giuseppe Gallo, Vettor Pisani, Adrian Tranquilli, Luigi Ontani, Marco Bagnoli, Bizihan Bassiri, Giovanni Albanese, Giuseppe Salvatori e Alfredo Pirri. Il documentario è stato proiettato al Festival del Cinema di Torino ed in numerosi musei e gallerie d'arte contemporanea.
Nel 2007 gira il film dal titolo Mio fratello è figlio unico in cui rappresenta la crescita di due fratelli e del loro rapporto attraverso gli estremismi ideologici e politici degli anni '60 e '70, con Elio Germano e Riccardo Scamarcio come protagonisti. Il suo film successivo, La nostra vita del 2010, è stato l'unico film italiano entrato in concorso ufficiale al Festival di Cannes. A Cannes, per questo film (che ottiene in totale 10 candidature al Festival), Elio Germano vincerà il premio come migliore attore protagonista (Prix d'interprétation masculine). Nel 2013 dirige Anni felici, una storia parzialmente autobiografica ispirata ai personaggi della sua famiglia e ambientata nell'estate del 1974. È anche il regista di molti spot pubblicitari, compresi alcuni diventati particolarmente famosi, come quello con Accorsi che reclamizzava un gelato.
Nel 2022 dirige la terza stagione della serie TV italo-statunitense di successo mondiale: L'amica geniale.
Nel 2023 realizza un docufilm dedicato a Carla Fracci, Codice Carla.
Ad aprile 2024 esce Confidenza, tratto dall'omonimo romanzo di Domenico Starnone.

## Vita privata
Luchetti è stato sposato con l'attrice Stefania Montorsi, con cui ha avuto un figlio, Federico (2000).
Dalla nuova compagna, l'attrice Elena Bouryka, ha poi avuto Sofia, che nel 2021 è apparsa ne L'amica geniale 3, interpretando la primogenita di Elena, Adele detta "Dede".

## Filmografia

### Regista

#### Cinema
- Nei dintorni di mezzanotte, episodio del film collettivo Juke box (1983)
- Domani accadrà (1988)
- La settimana della Sfinge (1990)
- Il portaborse (1991)
- Arriva la bufera (1993)
- La scuola (1995)
- I piccoli maestri (1998)
- Dillo con parole mie (2003)
- Mio fratello è figlio unico (2007)
- La nostra vita (2010)
- Anni felici (2013)
- Chiamatemi Francesco (2015)
- Io sono Tempesta (2018)
- Momenti di trascurabile felicità (2019)
- Lacci (2020)
- Raffa – documentario (2023)
- Codice Carla - documentario (2024)
- Confidenza (2024)

#### Televisione
- Chiamatemi Francesco - Il Papa della gente (2015)
- L'amica geniale – serie TV (2022)

#### Teatro
- Sottobanco di Domenico Starnone (1992)
- La scuola dal libro Sottobanco di Domenico Starnone (2014)

### Attore
- Bianca, regia di Nanni Moretti (1983)
- La messa è finita, regia di Nanni Moretti (1985)
- Juke box, registi vari (1985)
- Palombella rossa, regia di Nanni Moretti (1989)
- Il portaborse, regia di Daniele Luchetti (1991)
- La scuola, regia di Daniele Luchetti (1995)
- Il cielo è sempre più blu, regia di Antonello Grimaldi (1996)
- Aprile, regia di Nanni Moretti (1998)
- Questione di cuore, regia di Francesca Archibugi (2009)
- Magnifica presenza, regia di Ferzan Özpetek (2012)

## Riconoscimenti
- David di Donatello[25]
  - 1988 - Miglior regista esordiente per Domani accadrà
  - 1991 - Migliore sceneggiatura per Il portaborse
  - 1991 - Candidatura per il miglior film per Il portaborse
  - 1991 - Candidatura come miglior regista per Il portaborse
  - 1996 - Miglior film per La scuola
  - 1999 - Candidatura al miglior film per I piccoli maestri
  - 2007 - Migliore sceneggiatura per Mio fratello è figlio unico
  - 2007 - Candidatura per il miglior film per Mio fratello è figlio unico
  - 2007 - Candidatura come miglior regista per Mio fratello è figlio unico
  - 2011 - Miglior regista per La nostra vita
  - 2011 - Candidatura per il miglior film per La nostra vita
  - 2011 - Candidatura per la migliore sceneggiatura per La nostra vita
- Nastri d'argento
  - 1988 - Candidatura come miglior regista esordiente per Domani accadrà
  - 1992 - Candidatura per la migliore sceneggiatura per Il portaborse
  - 1996 - Candidatura per la migliore sceneggiatura per La scuola
  - 1996 - Candidatura per il miglior film per La scuola
  - 2008 - Miglior sceneggiatura per Mio fratello è figlio unico[26]
  - 2008 - Candidatura come miglior regista per Mio fratello è figlio unico
  - 2010 - Candidatura per il miglior film per La nostra vita
  - 2010 - Candidatura per la migliore sceneggiatura per La nostra vita
  - 2014 - Candidatura per il miglior film per Anni felici
  - 2014 - Candidatura per la migliore sceneggiatura per Anni felici
  - 2024 - Candidatura al miglior film per Confidenza
  - 2024 - Candidatura alla migliore sceneggiatura per Confidenza
- Premio Flaiano
  - 2022 - Miglior regia televisiva per L'amica geniale
- Globo d'oro
  - 1988 - Miglior opera prima per Domani accadrà
  - 1995 - Migliore sceneggiatura per La scuola
  - 2007 - Miglior film per Mio fratello è figlio unico
  - 2021 - Miglior regista per Lacci[27]
- Ciak d'oro[28]
  - 1992 - Miglior film per Il portaborse
  - 1992 - Migliore sceneggiatura per Il portaborse[29]